# Gustav zu Bentheim-Tecklenburg
Gustav Moritz Casimir Ludwig August Otto Arnold Georg Hermann Gumbrecht, 4. Fürst zu Bentheim-Tecklenburg (* 4. Oktober 1849 auf Haus Bosfeld; † 19. Mai 1909 in Rheda) war ein westfälischer Standesherr und Mitglied des Preußischen Herrenhauses, als vierter Fürst 1885–1909 Oberhaupt des Hauses Bentheim-Tecklenburg.

## Familie
Gustav zu Bentheim-Tecklenburg entstammte der hochadeligen Familie Bentheim-Tecklenburg. Seine Eltern waren Adolf Ludwig Albrecht Friedrich Prinz zu Bentheim-Tecklenburg (1804–1874) und Prinzessin Anna Karoline Luise Adelheid Reuss-Schleiz-Gera (1822–1902).
Gustav zu Bentheim-Tecklenburg heiratete am 12. April 1888 Thekla von Rothenberg (1862–1941), Tochter des Grafen Adalbert zu Erbach-Fürstenau (1828–1867) aus seiner morganatischen Ehe mit der 1859 als „Frau von Rothenberg“ in den hessischen Adelsstand erhobenen Charlotte Willenbücher (1839–1914). Das Paar hatte einen Sohn, Adolf (1889–1967).

## Leben
Gustav zu Bentheim war preußischer Oberleutnant à la suite und Rechtsritter des Johanniterordens.
1885 erbte er von seinem Onkel Franz zu Bentheim-Tecklenburg die Standesherrschaft Rheda und den damit verbundenen erblichen Sitz im Preußischen Herrenhaus, den Gustav zu Bentheim-Tecklenburg von 1885 bis zu seinem Tod 1909 innehatte.